# 펜타고

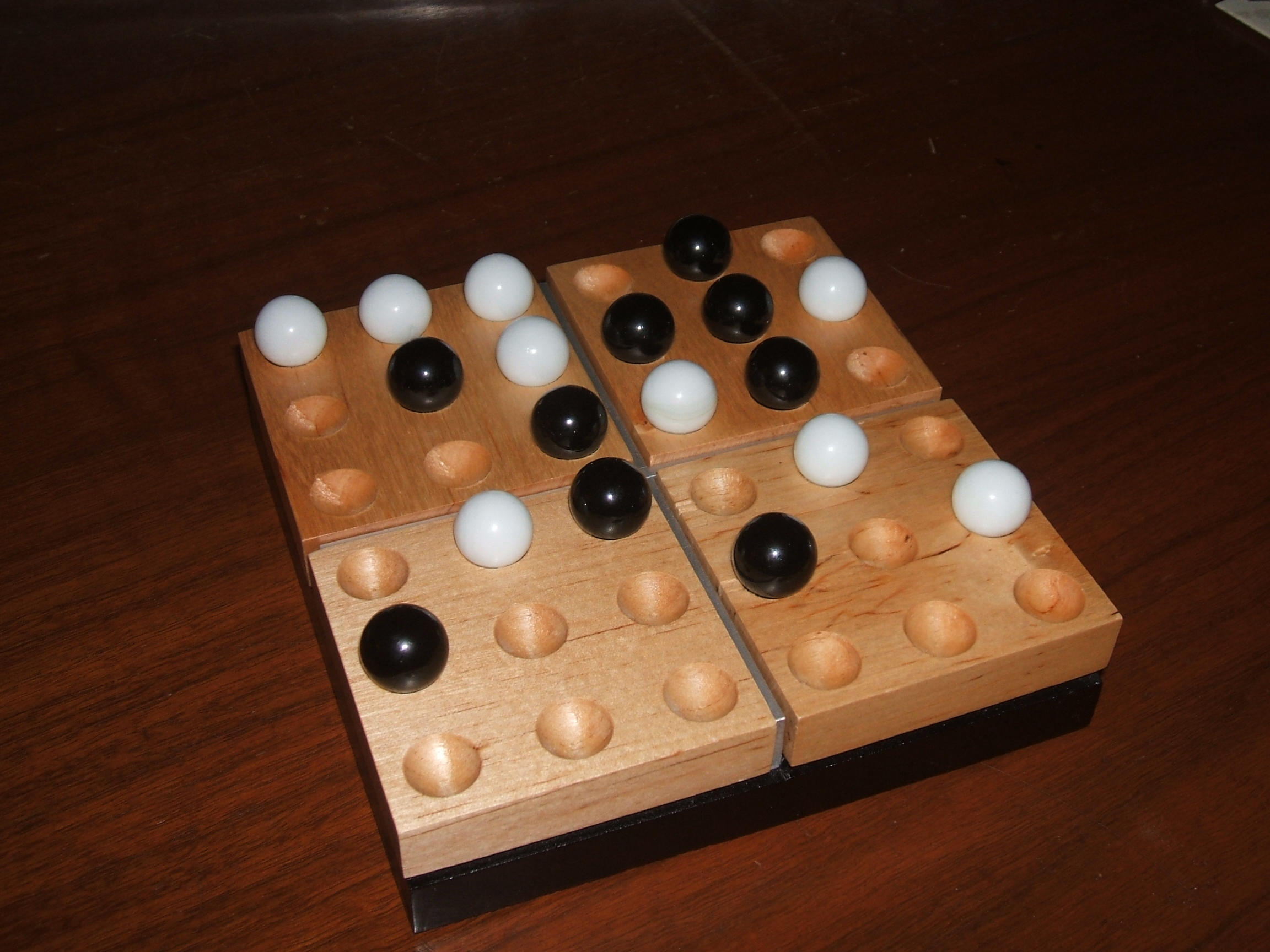
펜타고의 승리 지점 (흰색).

펜타고(Pentago)는 토머스 폴덴(Tomas Flodén)이 발명한 2인용 추상전략게임이다. 틱택토와 오목의 영향을 받았다.
이 게임은 3x3의 4개의 칸으로 나뉜 6x6칸에서 플레이된다.  흑 또는 백이 자기가 차지한 돌을 한 수씩 놓아 판 중 하나를 시계 방향이나 시계 반대 방향으로 돌려야 한다. 5개의 돌이 일렬로 오도록 만드는 사람이 승리한다.
펜타고 XL이라는 이름의 3~4인용 버전도 존재한다. 이 보드는 9개의 3x3칸으로 되어 있으며 기본 2개가 아닌 4개(빨강, 노랑, 녹색, 파랑)의 색상이 있다.
6x6 버전의 펜타고는 NERSC의 Cray 슈퍼컴퓨터의 도움을 받아 상당히 풀려있다. 대칭을 제거하면 3,009,081,623,421,558개의 잠재적인 포지션이 있다. 두 사람이 완전하게 플레이할 경우 첫 번째 플레이어가 무조건 게임에서 승리한다.

## 수상
- 2005년 올해의 게임(Game of the Year 2005, 스웨덴)
- 2006년 올해의 게임(Game of the Year 2006, 프랑스)
- 멘사 마인드 게임 2006(Mensa Mind Games 2006 )의 수상자

Review
현재까지 펜타고는 8개의 주요 상을 수상했으며, 마지막으로 크리에이티브 차일드 매거진(Creative Child Magazine)에 의해 2007년 올해의 게임(Game of the Year 2007)이 수상되었다.

## 같이 보기
- 오목
- 오더 앤드 카오스
- 틱택토